# Italposte
Italposte Edilizia di interesse pubblico S.p.A. era una società italiana di costruzioni. Era parte del gruppo IRI-Italstat.

## Storia
Italposte nasce il 18 dicembre 1974 come concessionario dello Stato per i programmi di edilizia postale del Ministero delle poste e delle telecomunicazioni, sviluppando per conto di esso un programma per la costruzione di Uffici postali, centri operativi, centri di meccanizzazione postale. Ha inoltre curato la costruzione di alloggi di servizio per i dipendenti del Ministero delle Poste e di Azienda di Stato per i servizi telefonici.
Con il completamento del programma di edilizia postale ha deciso di stipulare accordi con una serie di Università per la realizzazione di nuove sedi o la ristrutturazione di edifici già esistenti (Udine, Trieste, Trento, Venezia, Bologna, Padova, Camerino, Roma, Cagliari, Sassari, Salerno, Reggio Calabria).
Ha anche effettuato la ristrutturazione del Padiglione di Clinica Chirurgica 1 del Policlinico Umberto I in Roma e della sede del Servizio Geologico d'Italia - ISPRA.
Nel 1992 si è occupata della costruzione del Centro di Telecomunicazioni di Rozzano, dove sorge la Torre Telecom Italia (già Torre Italposte).
Nel dicembre 1992 viene incorporata in Edil.Pro S.p.A. - Società per lo Sviluppo di Programmi di Ricerca di progettazione e Coordinamento Esecutivo per l'Edilizia, diventata Servizi Tecnici S.p.A. nel 1993.

## Numeri
Secondo un'interrogazione parlamentare presentata da alcuni esponenti di Rifondazione Comunista nel corso della XII Legislatura, Italposte all'interno del Programma di Edilizia Postale ha realizzato un migliaio di uffici, alcune migliaia di alloggi, decine di CMP, decine di uffici di settore e centri operativi postali ed alcuni centri polifunzionali per un totale di 2 150 miliardi di lire spesi nel triennio 1982-1985.
Secondo il lavoro di Francesco Silva in Storia dell'IRI. 3. I difficili anni '70 e i tentativi di rilancio negli anni Ottanta (Laterza) sono stati realizzati da Italposte 27 CMP, 369 uffici postali nei capoluoghi di provincia, 4.500 abitazioni per i dipendenti.